# Batavia (Indias Orientales Neerlandesas)
Batavia, también llamada Betawi en el idioma local de la ciudad, era la capital de las Indias Orientales Neerlandesas. El área corresponde a la actual Yakarta. Batavia puede referirse a la ciudad propiamente dicha, así como a sus suburbios y al interior, los «Ommelanden», que incluían la zona mucho mayor de la Residencia de Batavia en las actuales provincias indonesias de Yakarta,  Banten y Java Occidental. En el malayo de Betawi, el área que constituye la antigua residencia de Batavia se llama «Tanah Betawi».
El establecimiento de Batavia por los holandeses en 1619 en el sitio de la ciudad arrasada de Jayakarta  facilitó el desarrollo de la colonia holandesa que recibiría el nombre de Indonesia tras la Segunda Guerra Mundial. Batavia se convirtió en el centro de la red comercial de la Compañía Holandesa de las Indias Orientales en Asia. Los monopolios de productos locales se incrementaron con cultivos comerciales no autóctonos. Para salvaguardar sus intereses comerciales, la empresa y la administración colonial absorbieron progresivamente el territorio circundante.
Batavia se encuentra en la costa norte de  Java, en una bahía protegida, sobre un terreno llano formado por pantanos y colinas, y entrecruzado por canales. La ciudad consistía en dos centros: Oud Batavia, la parte más antigua de la ciudad; y la ciudad relativamente nueva situada en el terreno más alto al sur.
Batavia fue una ciudad colonial durante unos 320 años, hasta que en 1942 las Indias Orientales Neerlandesas cayeron bajo la ocupación japonesa durante la Segunda Guerra Mundial. Durante la ocupación japonesa y de nuevo después de que los nacionalistas indonesios declararan su independencia el 17 de agosto de 1945, la ciudad pasó a llamarse Yakarta. Después de la guerra, la ciudad siguió siendo reconocida internacionalmente bajo su nombre neerlandés, hasta que en 1949 se logró la independencia total de Indonesia, de ahí que la ciudad pasara a llamarse Yakarta.

## Compañía de las Indias Orientales Neerlandesas (1610–1799)

### Llegada

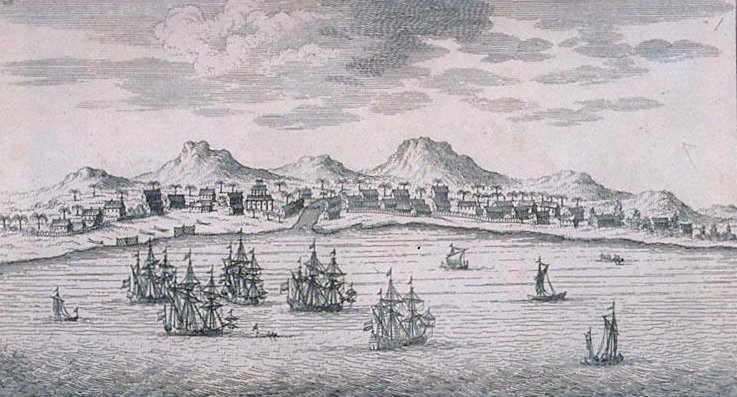
Batavia entre 1605 y 1608

Los mercaderes de Ámsterdam se embarcaron en una expedición al archipiélago Indias Orientales en 1595, bajo el mando de Cornelis de Houtman. La expedición llegó a Bantén, capital del Sultanato de Banten, y Jayakarta en 1596 para comerciar con especias. El primer viaje de la Compañía Inglesa de las Indias Orientales en 1602, comandado por Sir James Lancaster, llegó a Aceh y zarpó hacia Bantam. Allí se le permitió construir un puesto de comercio que sirvió como centro del comercio inglés en Indonesia hasta 1682.: 29 
El gobierno holandés concedió un monopolio sobre el comercio asiático a la Compañía Holandesa de las Indias Orientales en 1602. Un año más tarde, el primer puesto comercial permanente de los Países Bajos en Indonesia se estableció en Bantam, Java Occidental. En 1610, el príncipe Jayawikarta concedió permiso a los comerciantes holandeses para construir una godown de madera y casas en la orilla este del río Ciliwung, frente a Yakarta. Este puesto se estableció en 1611.: 29 . A medida que el poder neerlandés aumentaba, Jayawikarta permitió a los ingleses construir casas en la orilla oeste del río Ciliwung, así como un fuerte cerca de su puesto en la aduana, para mantener las fuerzas equilibradas.
Las tensas relaciones entre el príncipe Jayawikarta y los holandeses se intensificaron en 1618, y los soldados de Jayawikarta asediaron la fortaleza holandesa, que contenía a los almacenes Nassau y Mauricio. Una flota inglesa de 15 barcos llegó bajo el liderazgo de Sir Thomas Dale, un comandante naval inglés y exgobernador de la colonia de Virginia. Después de una batalla marítima, el recién nombrado gobernador neerlandés, Jan Pieterszoon Coen, escapó a las Molucas para buscar apoyo. Los holandeses ya habían tomado el primer fuerte portugués en 1605. Mientras tanto, el comandante de la guarnición holandesa, Pieter van den Broecke, junto con otros cinco hombres, fue arrestado durante las negociaciones, ya que Jayawikarta creía que había sido engañado por los holandeses. Más tarde, en septiembre de ¿? Jayawikarta y los ingleses formaron una alianza.
El ejército neerlandés estaba a punto de rendirse a los ingleses cuando, en 1619, Banten envió un grupo de soldados para convocar al príncipe Jayawikarta. El acuerdo de amistad de Jayawikarta con los ingleses fue sin la aprobación previa de las autoridades bantennesas. El conflicto entre Banten y el príncipe Jayawikarta, así como la tensa relación entre Banten y los ingleses, presentó una nueva oportunidad para los holandeses. Coen regresó de las Molucas con refuerzos el 28 de mayo de 1619 y arrasó Jayakarta el 30 de mayo de 1619: 35  expulsando así a su población.: 50 . Sólo quedaba el padrão luso-sondanés.
El príncipe Jayawikarta se retiró a Tanara, lugar de su muerte, en el interior de Banten. Los holandeses establecieron una relación más estrecha con Banten y asumieron el control del puerto, que con el tiempo se convirtió en el centro de poder neerlandés en la región.

### Establecimiento

Escudo de armas de Batavia

El área que se convirtió en Batavia pasó a estar bajo control neerlandés en 1619, inicialmente como una expansión del fuerte neerlandés original junto con un nuevo edificio en la zona en ruinas que había sido Jayakarta.
El 2 de julio de 1619, Coen decidió ampliar el fuerte original para convertirlo en una fortaleza más grande. El 7 de octubre de 1619, Coen envió a los Países Bajos el proyecto del Kasteel van Batavia. Este nuevo castillo era mucho más grande que el anterior, con dos bastiones al norte protegiéndolo del ataque del mar. La guarnición de la fortaleza holandesa incluía soldados a sueldo de Japón, Alemania, Escocia, Dinamarca y Bélgica. Los «Nassau» y «Mauricio» fueron ampliados con la construcción de un nuevo fuerte hacia el este el 12 de marzo de 1619, supervisado por el Comandante Van Raay.
Coen deseaba llamar al nuevo asentamiento Nieuw-Hoorn en honor a su lugar de nacimiento, Hoorn, pero la junta directiva de la Compañía de las Indias Orientales, Heeren XVII, se lo impidió. Batavia fue elegido para convertirse en el nuevo nombre para el fuerte y el asentamiento. La ceremonia oficial de nombramiento tuvo lugar el 18 de enero de 1621. Fue nombrado después de la tribu germánica de la Batavi, los habitantes de la Región de Batavia durante el período romano; en ese momento se creía que los miembros de la tribu eran los antepasados de la  población holandesa. Jayakarta fue llamada Batavia durante más de 300 años.
Con el tiempo, hubo tres administraciones gubernamentales en la región de Batavia:: 7 . La autoridad inicial fue establecida en 1609.: 7 . Este se convirtió en el gobierno colonial, formado por el Gobernador General y el Consejo de Indias. La administración urbana o civil de la ciudad de Batavia se formó en 1620. El 24 de junio de 1620 dos funcionarios de la Compañía y tres ciudadanos libres o burgueses fueron nombrados para el primer Colegio de Concejales del Colegio van Schepenen. La administración rural local se formó en 1664, pero entró en pleno funcionamiento en 1682.: 10 .
Batavia fue fundada como centro comercial y administrativo de la Compañía Holandesa de las Indias Orientales; nunca fue concebida como un asentamiento para el pueblo neerlandés. Coen fundó Batavia como una empresa comercial, en la que los habitantes de una ciudad se encargarían de la producción y el suministro de alimentos. Como resultado, no hubo migración de familias neerlandesas y, en cambio, se formó una sociedad mixta. Como el VOC prefería mantener un control total sobre su negocio, se empleó a un gran número de esclavos. Batavia se convirtió en un lugar poco atractivo para la gente que quería establecer sus propios negocios.
A los  javaneses se les prohibió establecerse en Batavia desde el momento de su fundación en 1619,: 194  porque los holandeses temían una insurrección. Coen pidió a Willem Ysbrandtszoon Bontekoe, patrón de la Compañía Holandesa de las Indias Orientales, que trajera a 1000 chinos a Batavia desde Macao,  pero solo un pequeño número de ellos sobrevivieron al viaje. En 1621, se inició otro intento y 15 000 personas fueron deportadas de las Islas Banda a Batavia, pero solo 600 sobrevivieron al viaje.

### Expansión

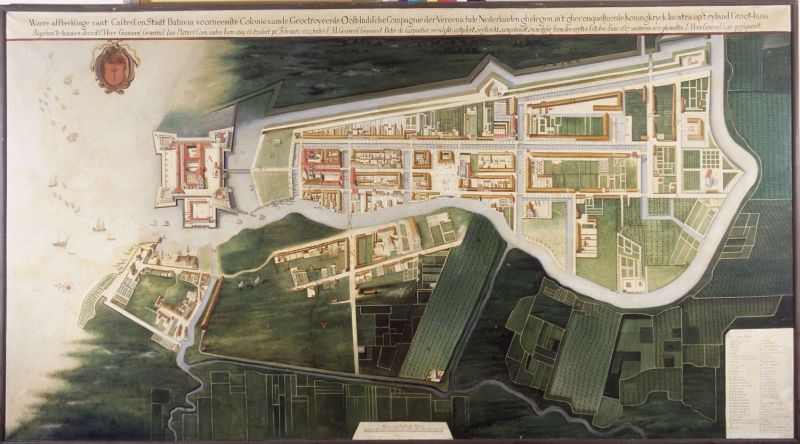
Batavia y su expansión oriental

Desde el principio de su creación, Batavia se planificó siguiendo un esquema bien definido. En 1619, se excavaron tres trincheras al este del río Ciliwung, formando los primeros canales holandeses de Batavia. Estos tres canales fueron nombrados de sur a norte: Leeuwengracht, Groenegracht y Steenhouwersgracht. El área del Castillo comienza al norte de Steenhouwersgracht, que comenzó con un campo al norte de Steenhouwersgracht. Se estableció un mercado en el campo. La primera iglesia y el ayuntamiento fueron construidos alrededor de 1622 en la orilla este del río; el punto exacto de este primer edificio de la iglesia-ciudad de Batavia se encuentra en 6°07′56″S 106°48′42″E / -6.132212, 106.811779. Esta fue reemplazada en la década de 1630.

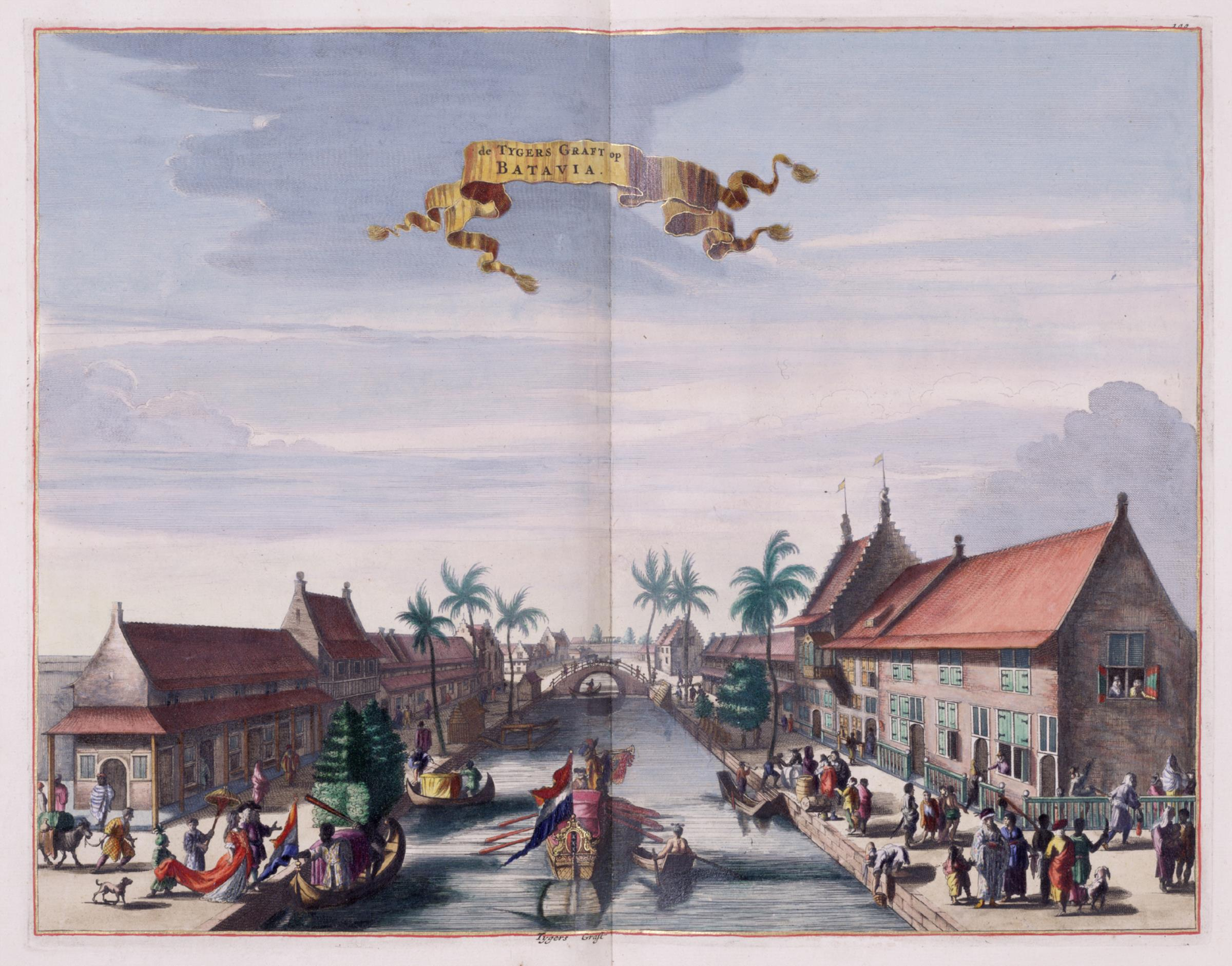
El tijgersgracht bordeado de cocoteros

Alrededor de 1627, los tres canales estaban conectados entre sí con un nuevo canal, el Tijgersgracht. El Tijgersgracht, bordeado de cocoteros, era uno de los canales más agradables de la ciudad amurallada de Batavia. Un observador contemporáneo escribe: "Entre los Grachts, el Tygersgracht es el más majestuoso y agradable, tanto por la bondad de sus edificios, como por la ornamentación de sus calles, que proporcionan una sombra muy agradable a los que pasan por la calle".. La Prinsestraat, que en un principio formaba la calle que conduce al castillo, se estableció como centro urbano, conectando la puerta sur del castillo con el City Hall, formando una impresionante vista de la sede del gobierno..
Este asentamiento oriental de Batavia estaba protegido por un largo canal al este del asentamiento, formando un enlace entre el foso del castillo y la curva del río Ciliwung. Este canal no era paralelo a Tijgersgracht, sino ligeramente angulado. La construcción general del canal tomó más de 160 000 reales, que no fueron pagados por la Compañía, sino principalmente por los chinos y otros europeos, en parte porque la Compañía había gastado para el fortalecimiento del Castillo, hecho por esclavos y prisioneros. Este canal externo de corta vida fue posteriormente rediseñado unos años después del asedio de Batavia.

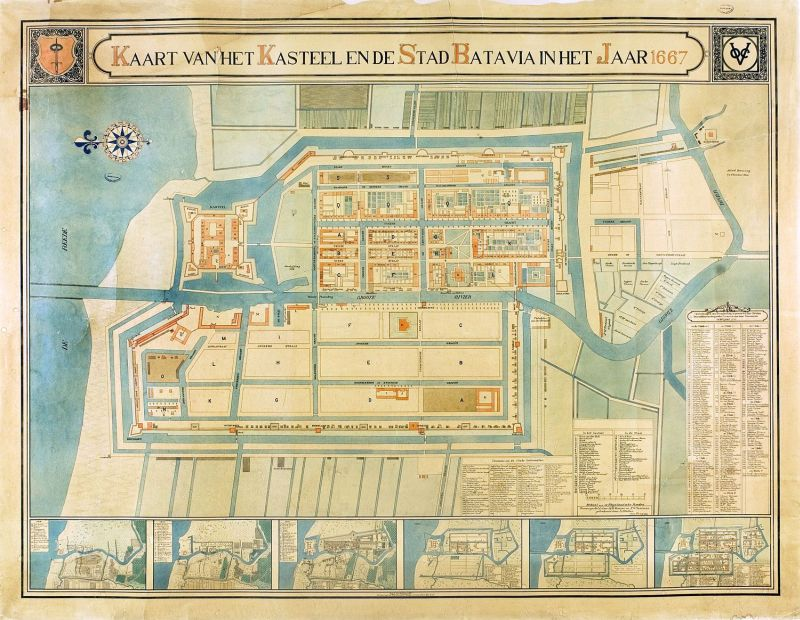
Batavia en 1667

Al este de Batavia, Sultan Agung, el  rey del Sultanato de Mataram logró el control de la mayor parte de Java derrotando a Surabaya en 1625.: 31 . El 27 de agosto de 1628, Agung lanzó el Sitio de Batavia.: 52 . En su primer intento, sufrió fuertes pérdidas, se retiró y lanzó una segunda ofensiva en 1629.: 31 : 52–53 . Esto también fracasó; la flota holandesa destruyó sus suministros y barcos, ubicados en los puertos de Cirebon y Tegal.: 53 . Las tropas de Mataram, hambrientas y diezmadas por la enfermedad, se retiraron de nuevo. El Sultán Agung persiguió sus ambiciones conquistadoras en una dirección hacia el este: 53  y atacó Blitar, Panarukan y el Reino de Blambangan en Java Oriental, un vasallo del Bali reino de Gelgel.: 55 .
Tras el asedio, se decidió que Batavia necesitaría un sistema de defensa más fuerte. Basado en las ideas de ingeniería militar defensiva de Simon Stevin, un matemático e ingeniero militar flamenco, el Gobernador General Jacques Specx: 463  diseñó un foso y una muralla que rodeaban la ciudad; las extensiones de las murallas aparecieron al oeste de Batavia y la ciudad quedó completamente cerrada. La sección de la ciudad dentro de las líneas de defensa estaba estructurada de acuerdo a un  plano, entrecruzado con canales que enderezaban el flujo del río Ciliwung.  Esta área corresponde a la actual Jakarta Old Town.
En 1656, debido a un conflicto con Banten, no se permitió a los javaneses residir dentro de las murallas de la ciudad y, por consiguiente, se establecieron fuera de Batavia. Sólo el pueblo chino y los Mardijkers fueron autorizados a establecerse dentro de la ciudad amurallada de Batavia. En 1659, una paz temporal con Banten permitió que la ciudad creciera y, durante este período, aparecieron más chozas de bambú en Batavia. A partir de 1667, las casas de bambú, así como la cría de ganado, fueron prohibidas en la ciudad. Dentro de las murallas de Batavia, los holandeses ricos construyeron casas altas y canales. A medida que la ciudad crecía, el área fuera de las murallas se convirtió en una atracción para mucha gente y los suburbios comenzaron a desarrollarse fuera de las murallas de la ciudad.

### Masacre de chinos

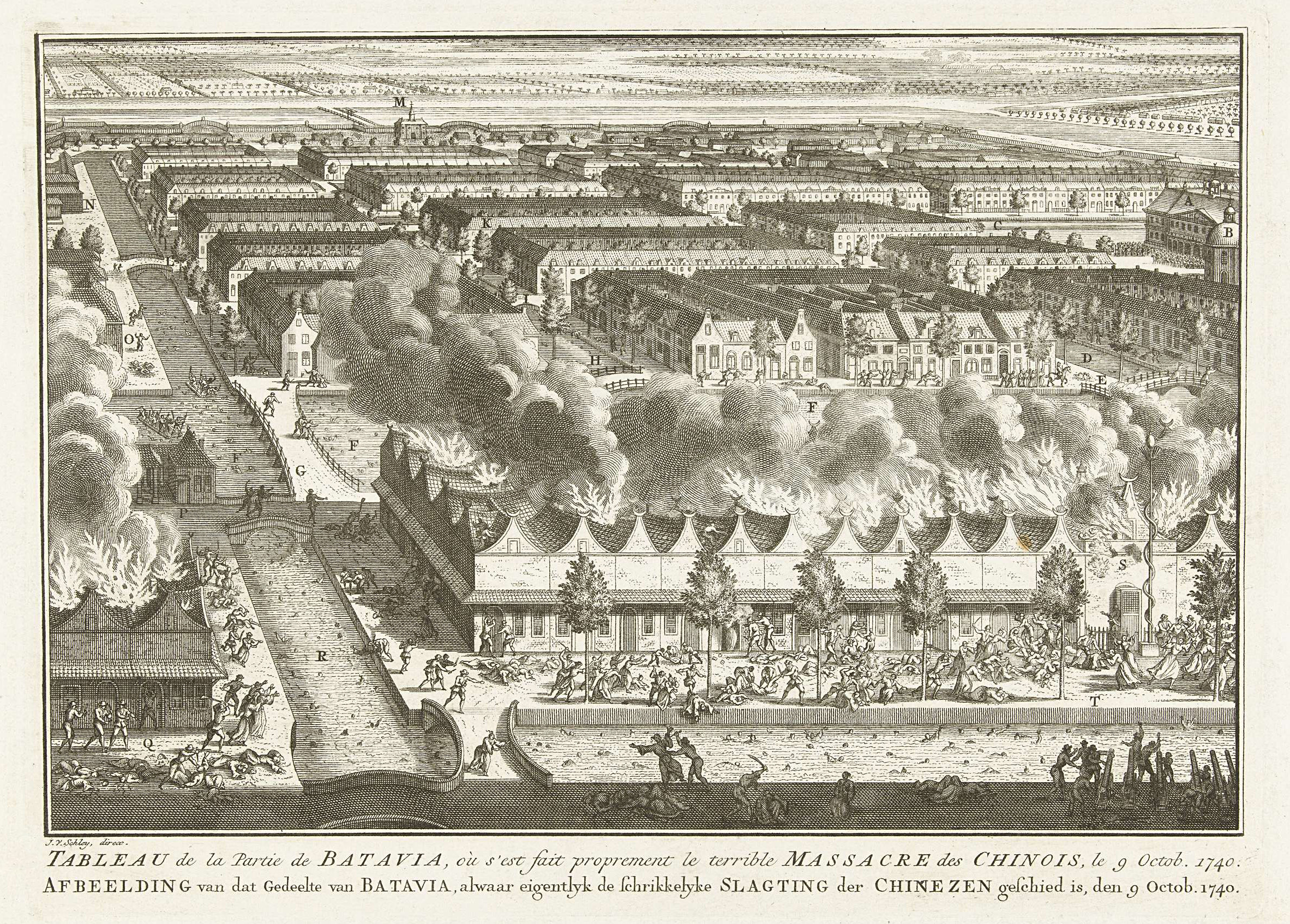
Masacre de chinos

La industria azucarera del interior de Batiavia se deterioró en la década de 1730.: 169 : 29  Había muchos desempleados y un creciente desorden social. En 1739, 10.574 chinos registrados vivían en Ommelanden. Las tensiones crecieron a medida que el gobierno colonial intentaba restringir la inmigración china mediante la implementación de deportaciones a Ceilán y Sudáfrica.
Los chinos se preocuparon de que fueran arrojados por la borda para ahogarse y estallaron los disturbios. Diez mil chinos fueron masacrados entre el 9 de octubre y el 22 de octubre de 1740. Durante el año siguiente, los pocos habitantes chinos que quedaban fueron trasladados a Glodok, fuera de las murallas de la ciudad.

### El interior del país
El área fuera de las murallas fue considerada insegura para los habitantes no nativos de Batavia. La zona era una fuente importante de cultivos alimentarios y materiales de construcción. Los COV establecieron un gobierno local en 1664, pero este solo entró en pleno funcionamiento en 1682.: 10 . La zona pantanosa alrededor de Batavia sólo pudo cultivarse plenamente cuando se firmó un nuevo tratado de paz con Banten en 1684. Posteriormente se establecieron casas de campo fuera de las murallas de la ciudad. El pueblo chino comenzó con el cultivo de la caña de azúcar: 6  y tuak, con el café como una adición posterior.
El cultivo a gran escala causó la destrucción del medio ambiente, además de la erosión costera en la zona norte de Batavia. El mantenimiento del canal era extenso debido a los frecuentes cierres y al continuo dragado que se requería. Aparte de las casas de campo, la mayoría de la gente de Ommelanden vivía en varias casas de una sola etnia, cada una con su propio jefe.: 5 .

## Indias orientales holandesas (1800–1949)

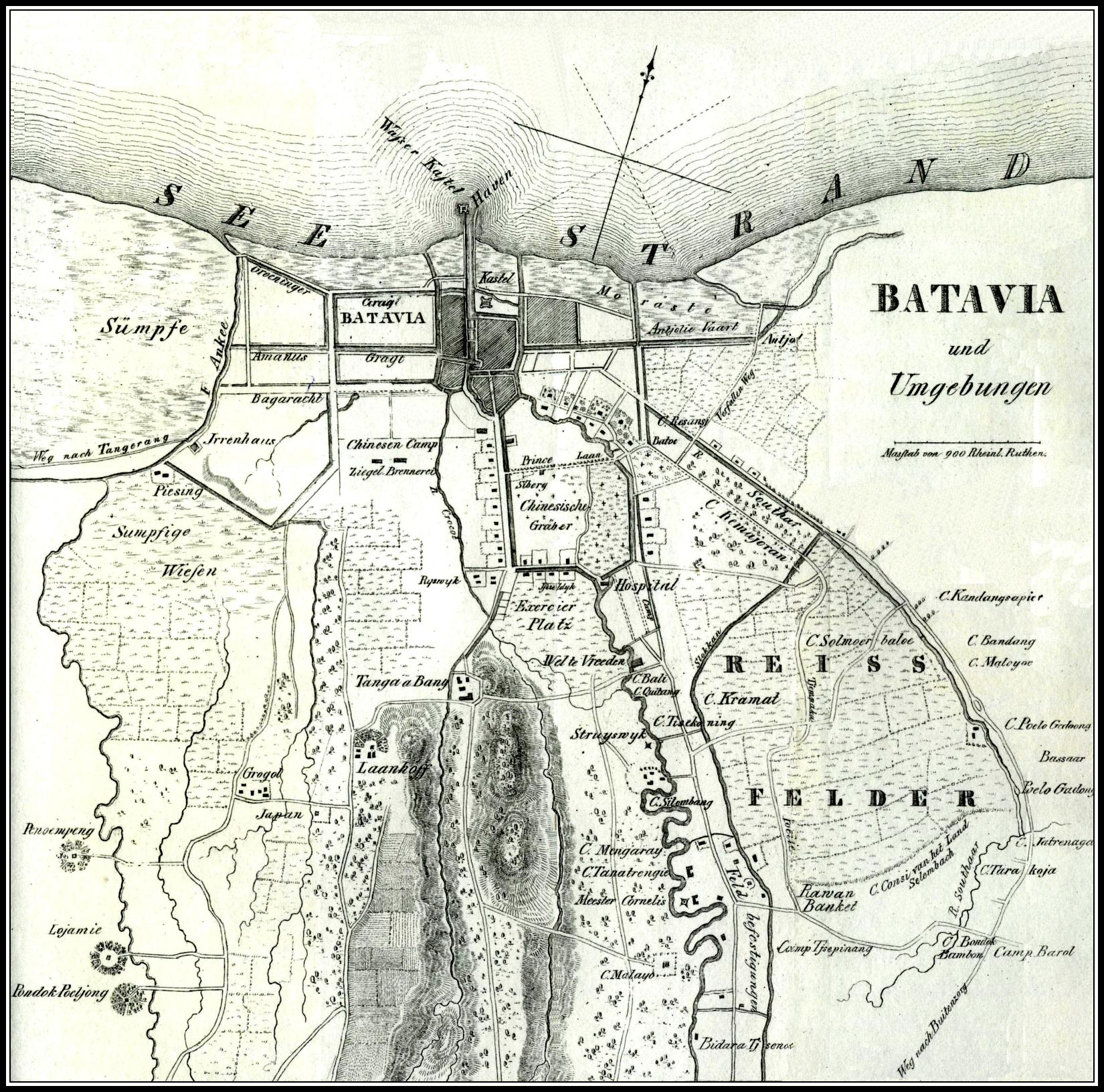
Expansión del sur, 1840

Después de que la Compañía Holandesa de las Indias Orientales se declarara en quiebra y se disolviera en 1800, la República de Batavia nacionalizó sus deudas y posesiones, expandiendo todas las reclamaciones territoriales de los VOC en una colonia de pleno derecho llamada las Indias Orientales Neerlandesas. Batavia evolucionó desde el sitio de la sede regional de la empresa hasta la capital de la colonia.

### Expansión hacia el sur
En 1808, Daendels decidió abandonar el  antiguo y en mal estado de Old Town. Posteriormente se construyó un nuevo centro de la ciudad más al sur al comprar la finca de  Weltevreden. Batavia se convirtió así en una ciudad con dos centros: Kota como el centro de negocios, donde se encontraban las oficinas y los almacenes de las compañías navieras y comerciales; mientras que Weltevreden se convirtió en el nuevo hogar para el gobierno, los militares y las tiendas. Estos dos centros estaban conectados por el Canal Molenvliet y una carretera que discurría a lo largo del canal.

### Interregno británico
Durante el interregno británico, Daendels fue reemplazado por Stamford Raffles.: 115–122 : 25  En 1811, Raffles, quien era empleado de la compañía británica de las Indias Orientales como secretario del gobernador de Malaca, decidió tomar el gobierno en Batavia. Una de las razones es evitar que los franceses intervenieran por completo, ya que Napoleón había nombrado a Daendels que trabajó estrechamente con los franceses.
En 1816, los holandeses volvieron a gobernar las Indias holandesas. Los europeos fueron llevados al archipiélago para establecer una colonia en las tierras no utilizadas alrededor del archipiélago, causando guerras en Java y Sumatra. Un gran número de militares fueron llevados a las Indias holandesas para reprimir los disturbios, especialmente en Sumatra. Los militares también estaban allí para extender la influencia del gobierno neerlandés a fuera de Java. A pesar de esto, los holandeses en realidad nunca conquistaron todo el archipiélago.
El desarrollo del área de Weltevreden como el centro administrativo de la colonia continuó, cambiando gradualmente el centro de Batavia de Oud Batavia al sur. Surgió un nuevo estilo de arquitectura, conocido como estilo Indies Empire. Se establecieron villas de yeso blanco con un gran porche en la parte delantera, especialmente alrededor de Koningsplein y Weltevreden. En general, esta parte más nueva de Batavia tenía más apariencia de campo que el paisaje urbano de Oud Batavia. Las iniciativas de embellecimiento de la ciudad en Batavia durante este período le dan a Batavia el apodo, De Koningin van het Oosten , o «Reina del Este».

### Avances tecnológicos
A diferencia de la primera mitad del siglo XIX, la segunda mitad del siglo fue un período pacífico caracterizado por la expansión económica y tecnológica y un gobierno estable. En 1856, se instaló la primera línea de telégrafo entre Batavia y Buitenzorg. En 1859, Batavia se conectó a Singapur, la primera conexión telegráfica internacional en las Indias Orientales Neerlandesas. En 1861, Batavia completó sus primeras obras de gas; para 1862, las calles estaban iluminadas con  luces de gas. Las líneas telefónicas se instalaron en 1882.
El tranvía se introdujo en Batavia en 1869 por medio de un tranvía tirado por caballos, que se convirtió en tranvía de vapor en 1882, y en tranvía eléctrico en 1900. El primer ferrocarril de Batavia comenzó durante el período de 1869, y la línea de Batavia a Buitenzorg finalmente se completó en 1873.Los trabajos sobre hielo se introdujeron por primera vez en Batavia en 1870.
La apertura del Canal de Suez en 1869 incrementó la necesidad de un nuevo puerto. En 1885, el puerto de Tanjung Priok se completó finalmente, reemplazando a Sunda Kelapa, con una antigüedad de siglos, que se consideró inadecuado durante mucho tiempo. Esto aumentó significativamente el comercio y el turismo en Batavia y en las Indias Orientales Neerlandesas en general.

### Abolición del sistema de cultivo

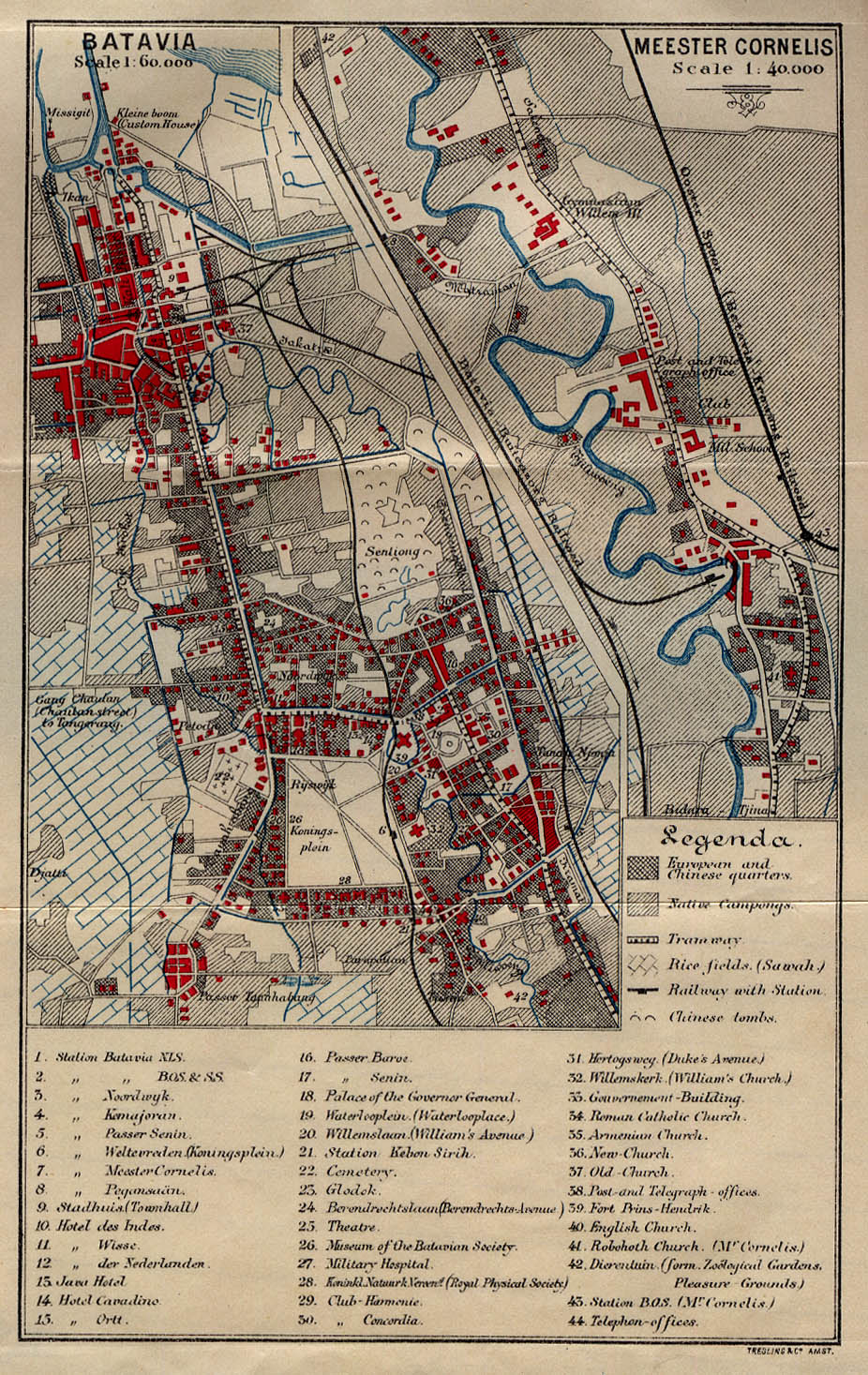
Batavia en 1897

El  cultuurstelsel holandés, o sistema de cultivo, fue una política del gobierno neerlandés a mediados del siglo XIX que requería que una parte de la producción agrícola se dedicara a los cultivos de exportación. Los historiadores indonesios lo llaman tanam paksa, plantación forzada.
La abolición de los culturstelsel en 1870 condujo al rápido desarrollo de la empresa privada en las Indias Holandesas. Numerosas empresas comerciales e instituciones financieras se establecieron en Java, la mayoría de las cuales se establecieron en Batavia. Las deterioradas estructuras de la Ciudad Vieja de Yakarta fueron reemplazadas por oficinas, típicamente a lo largo del Kali Besar. Estas compañías privadas poseían o manejaban plantaciones, campos petroleros o minas. La primera línea de ferrocarril en Java fue inaugurada en 1867 y los centros urbanos como Batavia comenzaron a ser equipados con estaciones de ferrocarril.
Muchas escuelas, hospitales, fábricas, oficinas, empresas comerciales y oficinas de correos se establecieron en toda la ciudad, mientras que las mejoras en el transporte, la salud y la tecnología en Batavia hicieron que más y más holandeses emigraran a la capital, por lo que la sociedad de Batavia se volvió cada vez más holandesa. La actividad comercial internacional se produjo con Europa y el aumento del transporte marítimo llevó a la construcción de un nuevo puerto en Tanjung Priok entre 1877 y 1883.
Los holandeses que nunca habían pisado Batavia eran conocidos localmente como Totoks. El término también se usó para identificar a los recién llegados chinos, para diferenciarlos de los Peranakan. Muchos totoks desarrollaron un gran amor por la cultura india de Indonesia y adoptaron esta cultura; se les podía observar usando kebayas, sarongs, así como vestidos de verano.
A finales del siglo XIX, la población de la capital, la regencia bátava, era de 115.887 habitantes, de los cuales 8893 eran europeos, 26 817 chinos y 77 700 indígenas. Una consecuencia significativa de estas actividades comerciales en expansión fue la inmigración de un gran número de empleados holandeses, así como de javaneses de las zonas rurales, a Batavia. En 1905, la población de Batavia y sus alrededores ascendía a 2,1 millones de habitantes, de los cuales 93 000 eran chinos, 14 000 europeos y 2800 árabes, además de la población local.
Este crecimiento se tradujo en un aumento de la demanda de viviendas y, en consecuencia, en un aumento de los precios de la tierra. A menudo se costruían nuevas casas en arreglos densos y los asentamientos kampung llenaban los espacios que quedaban entre las nuevas estructuras. Estos asentamientos se desarrollaron sin tener en cuenta las condiciones tropicales y resultaron en condiciones de vida excesivamente densas, saneamiento deficiente y ausencia de servicios públicos. En 1913, la plaga estalló en Java.
También durante el período  Old Batavia , los fosos y murallas abandonados experimentaron un nuevo auge, ya que las compañías comerciales fueron restablecidas a lo largo del Besar de Kali. En muy poco tiempo, la zona del Viejo Batavia se restableció como un nuevo centro comercial, con edificios del siglo XX y del  XVII adyacentes.

## Política ética holandesa

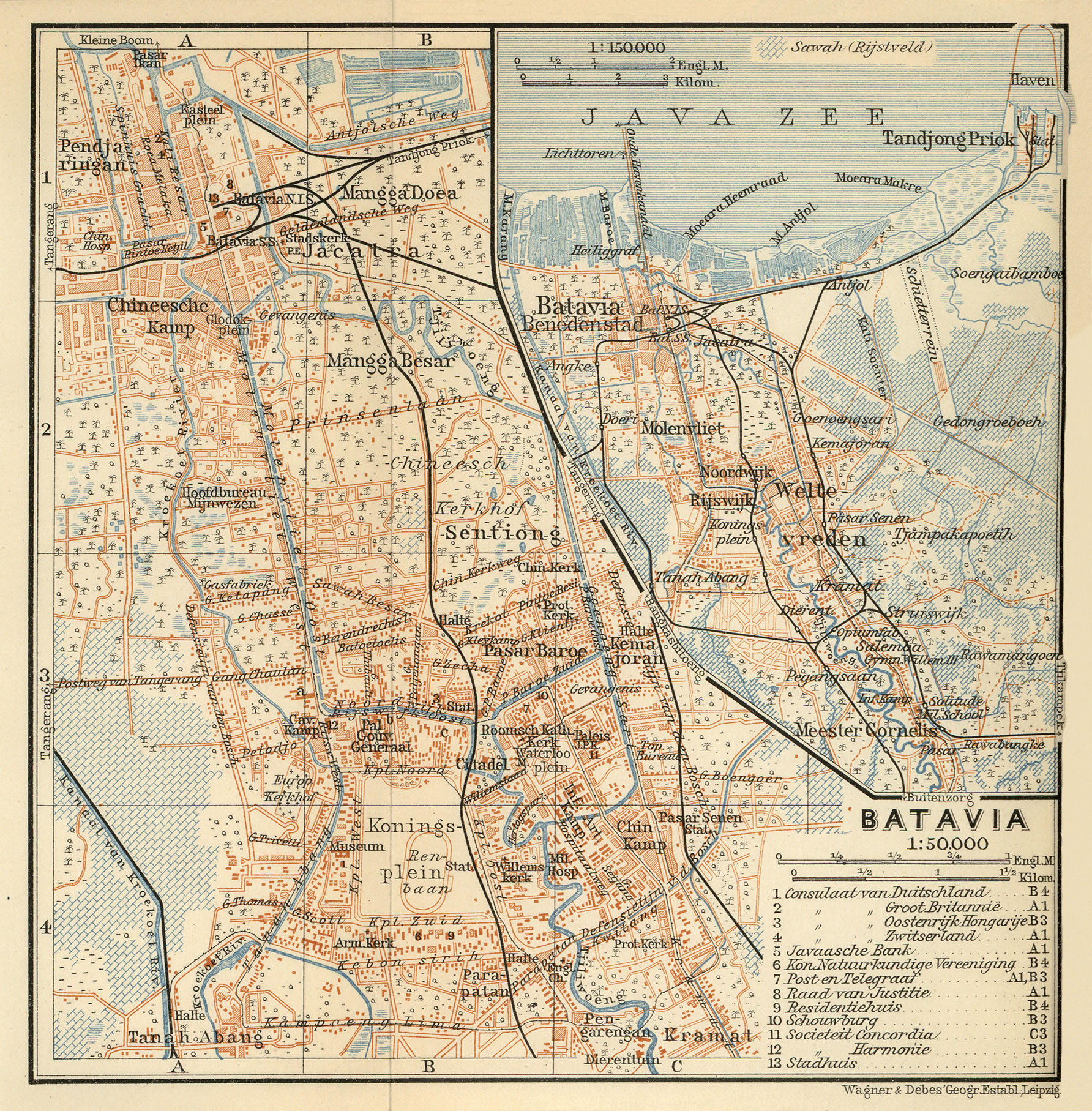
Batavia hacia 1914

La Política Ética Holandesa fue introducida en 1901, expandiendo las oportunidades educativas para la población indígena de las Indias Orientales Neerlandesas.[cita requerida] En 1924 se fundó una escuela de derecho en Batavia. La población de la ciudad en el censo de 1930 era de 435 000.: 50 .
La Universidad de Batavia fue establecida en 1941 y más tarde se convirtió en la Universidad de Indonesia. En 1946, el gobierno colonial neerlandés estableció la Nood Universiteit (Universidad de Emergencia) en Yakarta. [cita requerida]En 1947, el nombre fue cambiado a Universiteit van Indonesië (UVI). Después de la Revolución Nacional Indonesia, el gobierno estableció una universidad estatal en Yakarta en febrero de 1950 llamada Universiteit Indonesia, compuesta por las unidades BPTRI y la antigua UVI. El nombre fue cambiado más tarde a Universitas Indonesia.

## Movimiento de Independencia
Mohammad Husni Thamrin, un miembro del Volksraad ,Volksraad, criticó al gobierno colonial por ignorar el desarrollo del kampung mientras se ocupaba de la gente rica en Menteng. En 1909, Tirtoadisurjo fundó la «Unión Comercial Islámica» en Batavia para apoyar a los comerciantes indonesios. Le siguieron sucursales en otras áreas. En 1920, Tjokroaminoto y Agus Salim crearon un comité en Batavia para apoyar al califato otomano.
En 1926, el espionaje advirtió a los holandeses de una revuelta planeada y los líderes de Partido Comunista de Indonesia (PKI) fueron arrestados.  Andries C. D. de Graeff replaced Fock as governor-general and uprisings in Batavia, Banten, and Priangan were quickly crushed. Los comunistas armados ocuparon la central telefónica de Batavia durante una noche antes de ser capturados. El 4 de julio de 1927, Sukarno y el Club de Estudios fundaron la Asociación Nacionalista de Indonesia, que se convirtió en el Partido Nacionalista de Indonesia, y más tarde se unieron al Partai Sarekat Islam, Budi Utomo y al Club de Estudios de Surabaya para formar la Unión de Asociaciones Políticas de Indonesia.
En octubre de 1928 se celebró en Batavia un congreso de jóvenes y los grupos comenzaron a referirse a la ciudad como Yakarta. Exigieron la independencia de Indonesia, desplegaron la bandera roja y blanca y cantaron el Himno nacional indonesio escrito por W. R. Supratman. Los holandeses prohibieron la bandera, el himno nacional y los términos Indonesia e Indonesian.

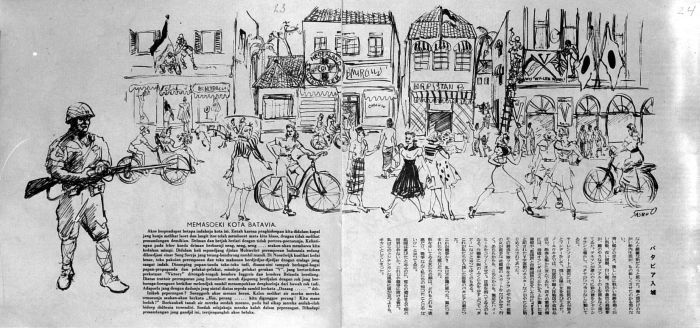
Japoneses entrando a Batavia

El 5 de marzo de 1942, Batavia cayó ante los japoneses. Los holandeses se rindieron formalmente a las fuerzas de ocupación japonesas el 9 de marzo de 1942, y el gobierno de la colonia fue transferido a Japón. La ciudad fue rebautizada como Yakarta. La situación económica y las condiciones físicas de las ciudades indonesias se deterioraron durante la ocupación. Muchos edificios fueron destrozados, ya que el metal era necesario para la guerra, y muchas estatuas de hierro de la época colonial holandesa fueron retiradas por las tropas japonesas. Los edificios civiles fueron convertidos en campos de internamiento donde los holandeses fueron encarcelados.
Después del colapso de Japón en 1945, el área pasó por un período de transición y agitación durante la  Lucha Nacional Indonesia por la independencia. Durante la ocupación japonesa y desde la perspectiva de los nacionalistas indonesios que el 17 de agosto de 1945  declararon la independencia, la ciudad fue rebautizada como Yakarta. En 1945, la ciudad fue ocupada brevemente por los aliados y luego fue devuelta a los holandeses. El nombre neerlandés, Batavia, siguió siendo el nombre reconocido internacionalmente hasta que se logró la plena independencia de Indonesia y Yakarta fue proclamada oficialmente capital nacional el 27 de diciembre de 1949.

## Sociedad

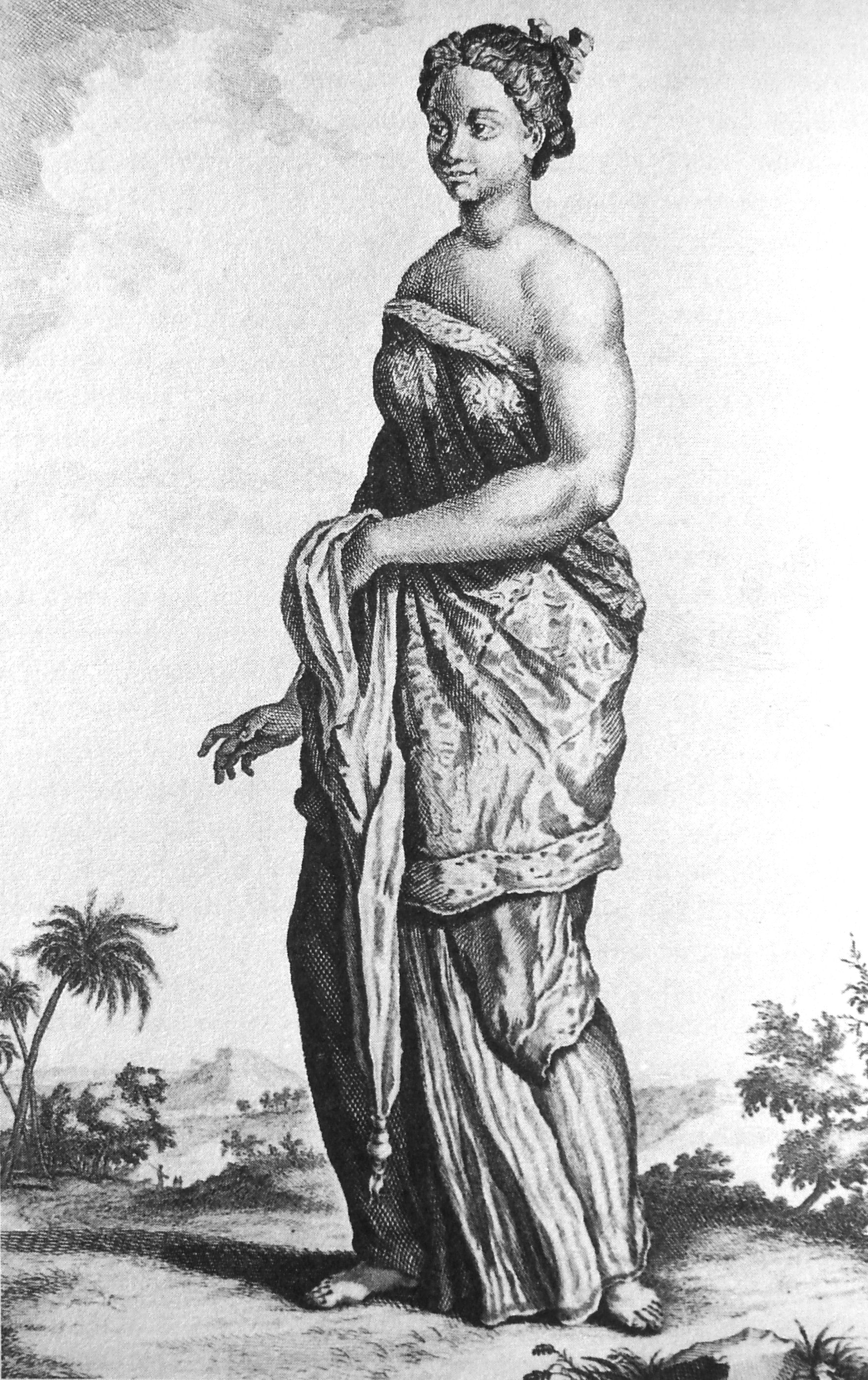
Muchos coolies y esclavos fueron empleados de lugares fuera de Java

Batavia fue fundada como el centro comercial y administrativo de la Compañía Holandesa de las Indias Orientales; unca fue la intención de ser un asentamiento para los holandeses. Coen fundó Batavia para el comercio, con los habitantes de la ciudad cuidando la producción y el suministro de alimentos. Como resultado, no hubo migración de familias neerlandesas y hubo pocas mujeres neerlandesas en Batavia. Se formó una sociedad mixta, ya que las relaciones entre los hombres holandeses y las mujeres asiáticas no solían dar lugar al matrimonio, y las mujeres no tenían el derecho de ir con los hombres que regresaban a la República Holandesa. Este patrón social creó un grupo mixto de mestizos, descendientes en Batavia. Los hijos de este grupo mixto a menudo viajaban a Europa para estudiar, mientras que las hijas se vieron obligadas a permanecer en Batavia, y estas últimas a menudo se casabas con funcionarios de la Compañía de las Indias Orientales Neerlandesas a una edad muy temprana.
Como el VOC prefería mantener un control total sobre su negocio, se empleó a un gran número de esclavos. Batavia se convirtió en un lugar poco atractivo para la gente que quería establecer sus propios negocios.
Las mujeres de Batavia se convirtieron en una característica importante de la red social de Batavia; estaban acostumbradas a tratar con esclavos y hablaban el mismo idioma, principalmente portugués y malayo. Con el tiempo, muchas de estas mujeres enviudaron, ya que sus maridos abandonaron Batavia para regresar a los Países Bajos, y a menudo también se llevaron a sus hijos.
La mayoría de los residentes de Batavia eran de ascendencia asiática. Miles de esclavos fueron traídos de India y Arakan y, más tarde, se trajeron esclavos de Bali y Sulawesi. Para evitar un levantamiento, se tomó la decisión de liberar a la gente de la esclavitud. Los chinos constituían el grupo más numeroso de Batavia, con la mayoría de ellos comerciantes y trabajadores. El pueblo chino fue el grupo más decisivo en el desarrollo de Batavia. Además, también había malayos, así como comerciantes musulmanes e hindúes de la India.
Inicialmente, estos diferentes grupos étnicos vivían uno al lado del otro; sin embargo, en 1688, se promulgó la segregación completa sobre la población indígena. Cada grupo étnico se vio obligado a vivir en su propia aldea establecida fuera de la muralla de la ciudad. Había pueblos javaneses para los javaneses, pueblos moluqueños para los moluqueños, etc. Cada persona fue etiquetada con una etiqueta para identificarla con su propio grupo étnico; más tarde, esta etiqueta de identidad fue reemplazada por un pergamino. La presentación de informes era obligatoria para los matrimonios mixtos en los que participan diferentes grupos étnicos.
En el siglo XVIII, Batavia se vio cada vez más afectada por epidemias de malaria, ya que las zonas pantanosas eran caldo de cultivo para los mosquitos. Los colonos europeos más ricos, que podían permitirse una reubicación, se trasladaron a zonas del sur de mayor altitud.: 101 . Finalmente, la ciudad vieja fue desmantelada en 1810.
Dentro de las murallas de Batavia, los holandeses ricos construyeron casas altas y canales. Las oportunidades comerciales atraían a los inmigrantes indonesios y especialmente a los chinos, y el aumento de la población suponía una carga para la ciudad. 
En el siglo XVIII, más del 60% de la población de Batavia estaba formada por esclavos que trabajaban para los COV. Los esclavos se dedicaban principalmente a las tareas domésticas, mientras que las condiciones de trabajo y de vida eran generalmente razonables. Se promulgaron leyes que protegían a los esclavos contra las acciones demasiado crueles de sus amos; por ejemplo, a los esclavos cristianos se les dio libertad después de la muerte de sus amos, mientras que a algunos esclavos se les permitió tener una tienda y ganar dinero para comprar su libertad. A veces, los esclavos huían y creaban bandas que vagaban por toda la zona.
Aunque desde el comienzo del establecimiento de los COV, Batavia se convirtió en el centro político y administrativo de las Indias Orientales holandesas, así como en el principal puerto del comercio del sudeste asiático, la población de la ciudad siguió siendo relativamente pequeña. A principios del siglo XIX, las estimaciones de su población eran aún menores que las de Surabaya, aunque superaron a la ciudad a finales de ese siglo: el primer censo completo de 1920 arrojó una población de 306 000 habitantes, en comparación con 192 000 en el caso de Surabaya, 158 000 en el caso de Semarang y 134 000 en el de  Surakarta. Para entonces la población creció rápidamente, ya que diez años después superó el medio millón.
La población de las Indias Holandesas nunca fue un grupo puramente europeo. En 1860, entre los 30 000 ciudadanos holandeses de todas las Indias Holandesas, sólo 5000 eran puramente holandeses y los otros eran de ascendencia mixta. El porcentaje de género de la población es de 70% hombres, 30% mujeres, ya que llegaron de Europa más hombres inmigrantes.
Todavía había esclavos en Batavia hasta su abolición en 1853. Al igual que en el período anterior, los esclavos vivían en su mayoría en viviendas situadas en la parte posterior del jardín de la casa principal. Los esclavos eran empleados por el amo y se les pagaba, se les daba comida y alojamiento gratuitos. Las esclavas-empleadas, conocidas como baboe, cocinaban y cuidaban a los niños.
Los niños iban a la escuela, pero los maestros a menudo sólo tenían un origen local. Muchos niños no terminaron la escuela en absoluto. Para contrarrestar esto, el sistema escolar instaló una serie de premios para los niños con buen expediente.
Durante el período en que Stamford Raffles se convirtió en Gobernador de Java, cambió el estilo de interacción social en la sociedad batavia. Las rifas desaprobaban el relajado código de vestimenta de los holandeses, donde muchos hombres llevaban vestimenta javanesa. Raffles y su esposa Olivia introdujeron la costumbre de llevar un estilo de vestir europeo, pero con mucho blanco debido al clima tropical, tanto en hombres como en mujeres.
Cuando los británicos dejaron Batavia en 1815, la mayoría de los nativos volvieron a su atuendo original javanés, pero algunos de estos nuevos aspectos persistieron. Los varones nativos que fueron elegidos para ser la élite gobernante llevaban un traje europeo de servicio, pero después de las horas cambiaban a usar sarong y kebaya. Los holandeses de menor rango podrían usar el estilo local todo el día. Las mujeres usaban sarongs y kebaya incluso en los eventos oficiales, donde usaban batas más ajustadas o telas de colores o flores al estilo de la India Británica, y mantones de batik.

## Personas asociadas con Batavia
- Reinout Willem van Bemmelen, geólogo
- Ben Bot, diplomático y político
- Tonke Dragt,  escritor e ilustrador de literatura infantil.
- Boudewijn de Groot, músico
- Michel van Hulten, político
- Yvonne Keuls, escritor
- Taco Kuiper,  periodista investigador y editor.
- Carel Jan Schneider, diplomático del servicio exterior y escritor.
- Francis Steinmetz, oficial de la Marina Real de los Países Bajos
- Frans Tutuhatunewa, presidente de la República del Sur de Maluku